# Mateóci kamrasír
Poprád-Mateóc ipari parkjában 2005-ben és 2006-ban a véletlennek köszönhetően egy feltehetőleg vandál, vagy más germán előkelő kettős kamrasírját tárták fel a régészek (főként a Tátraaljai Múzeum és a Régészeti Intézet munkatársai), melyet a dendrochronológiai vizsgálatok alapján 380-ra kelteztek +-28 év toleranciával. A lelet európai szinten is egyedülállónak számít, annak ellenére hogy már korábban kirabolták. A leletek között a fatárgyakon (bútorrészek) kívül, aranyérem-csüngőt (Valens érme 375-ből), sárgaréz vödröt, ezüst árt, ollót, bronz nyílhegyet, néhány edényt és valószínűleg a sírrablók szerszámait találták meg. A külső kamra mérete 3,9x2,6 m, melynek jó állapota annak köszönhető hogy vörösfenyőből épült, mely ellenáll a víz hatásainak és így konzerválta a sírt.
2013-ban Poprádon időszaki kiállítás nyílt a múzeumban az eddig konzervált leletekből.

## Külső hivatkozások
- obnova.sk[halott link]
- képek a feltárásról
- Podtatranské múzeum Poprad
- Tátraalji múzeum a muzeum.sk-n
- pravda.sk interjú